# 中綴
中綴（infix），又稱詞嵌、接中辭，是一種置入在一組詞幹（現有字詞）中央的詞綴。它對比於「外綴」（affix），那連接到詞幹外圍的詞綴，比如前綴或後綴等詞綴。
當標記文字置於行間註記（interlinear gloss）時，詞綴之間用一個连字号（hyphen）隔開。

## 英語
英語幾乎沒有真正的中綴，不過英語確實是有些邊際性的詞綴。有些在口語演講中可以聽到，而更多一些在行話裡會出現。

### 化學
- IUPAC命名法中的中綴<>（源自哌啶/piperidine/），標誌著「完全氫化」；以及<>（源自乙基/ethyl/），標誌著乙基自由基。因此，從現有的字詞「甲基吡啶」（picoline）衍生出「甲基哌啶」（pi-pe-coline）；及從「二甲基吡啶」（lutidine）衍生出「二甲基哌啶」（lu-pe-tidine）；而「芬尼」（phenidine）和「花椒油」（xanthoxylin）則衍生出「氨基苯乙醚」（phen-et-idine）及「美花椒内酯」（xanthoxyl-et-in/黄木亭）。

## 中文
在漢語族的晉語當中，會在詞語插入中綴-(ə)l-，如胖圪墩墩（形容小孩或小动物很胖且很可爱），類似於北京話之類的北方方語的兒化現像。

## 其它語言

### 印歐語系
在部份原始印歐語動詞會在現在式加入鼻化中綴（例如：m, n）到基本字根去，例如：拉丁語、古希臘語及梵語等。